# Myntrealisation
Myntrealisation, myntreglering eller endast realisation kallas den åtgärd där ett oinlösligt sedelmynt åter görs inlösligt. En sådan åtgärd har i Sverige genomförts tre gånger.
Första gången riksbankens sedlar blev oinlösliga var 1745 på grund av att de utgivits i för stor mängd, främst för att täcka kostnaderna för det föregående kriget. Genom en ytterligare ökad sedelutgivning sjönk deras värde till hälften, och sedan det i omkring 20 år stått på denna nivå, gjordes de genom 1777 års av Johan Liljencrantz genomförda realisation åter inlösbara enligt denna grund, alltså till halva nominella värdet.
Redan omkring 1790 fick vi emellertid åter oinlösligt sedelmynt som dock ej utgjordes av banksedlar, utan av de så kallade riksgäldskreditsedlarna, egentligen av Riksgäldskontoret utgivna statsobligationer, med vilka kostnaderna för det ryska kriget skulle täckas, men som man ej kunde inlösa. Dessa utträngde banksedlarna ur rörelsen och då de utgavs i för stor mängd så sjönk de till 2/3 av det nominella värdet. 1803 fick vi så vår andra realisation, enligt vilken riksgäldssedlarna skulle ersättas med banksedlar enligt det värde de faktiskt hade; för 3 riksdaler i riksgäldssedlar fick man sålunda 2 riksdaler i banksedlar.
Redan innan denna operation hunnit avslutas, fick vi emellertid för tredje gången oinlösligt pappersmynt. För att bekosta kriget 1808–1809 hade Riksbanken gett ut massor av sedlar. Följden blev att sedlarna 1810 blev oinlösliga och sjönk först till halva värdet och sedan ännu mera. 1834 verkställdes så den tredje och sista realisationen. Även nu följde man den riktiga principen att göra sedlarna inlösliga till det värde som de faktiskt hade fått, i detta fall 1/3 av det ursprungliga.